# Liga Española de Lacrosse
La Liga Española de Lacrosse (LEL) es la competición de lacrosse más importante de España. La organiza la Asociación Española de Lacrosse desde la temporada 2009-10. Los equipos femeninos disputan la LELF. En 2011 la liga se llamó Liga Ibérica de Lacrosse debido a la participación del equipo ACM Coimbra de Portugal.
Entre 2013 y 2016 hubo dos divisiones en la liga masculina, con los equipos combinados jugando en una segunda división denominada LEL 2, mientras que en la máxima categoría se englobaban los equipos más profesionales, que contaban con al menos 10 jugadores. En la temporada 2016-17 se unificaron ambas divisiones.

## Palmarés
| Temporada | Campeón         |
| --------- | --------------- |
| 2009-10   | Madrid Lacrosse |
| 2010-11   | Madrid Lacrosse |
| 2011-12   | Madrid Lacrosse |
| 2013-14   | Madrid Lacrosse |
| 2014-15   | Madrid Lacrosse |
| 2015      | Madrid Lacrosse |
| 2016      | Madrid Lacrosse |
| 2016-17   | Aplazado        |
| 2017-18   | Barcelona Dracs |
| 2018-19   | Barcelona Dracs |
| 2019-20   | Bilbao Lacrosse |
| 2021-22   | Madrid Lacrosse |
| 2022-23   |                 |

### LEL 2
| Temporada | Campeón           |
| --------- | ----------------- |
| 2013-14   | Sevilla Lacrosse  |
| 2014-15   | Sevilla Lacrosse  |
| 2015-16   | Madrid Lacrosse 2 |

### LELF
La Liga Española de Lacrosse Femenina (LELF) es la liga para los equipos formados exclusivamente por mujeres. Se celebró por primera vez en la temporada 2014 con la participación de un total de siete equipos, 4 de ellos se combinaron en 2. 
Aunque en 2013 hubo muchas exhibiciones, no se pudo llegar a oficializar el torneo hasta el año siguiente.
| Temporada | Campeón                  |
| --------- | ------------------------ |
| 2014-15   | Euskal Lacrosse Elkartea |
| 2015-16   | Barcelona Lacrosse       |
| 2016-17   | Madrid Lacrosse          |
| 2017-18   | Madrid Lacrosse          |
| 2018-19   | Madrid Lacrosse          |
| 2019-20   | Madrid Lacrosse          |
| 2021-22   | Madrid Lacrosse          |
| 2022-23   |                          |